# Obtener ayuda

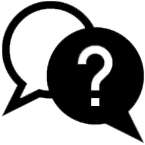
Icono común de Obtener ayuda

Obtener ayuda (antes conocido como Contactar con el servicio de asistencia) es una interfaz integrada para comunicarse con los empleados del servicio de atención al cliente de Microsoft a través de Internet. La pantalla inicial solicita que el usuario especifique un producto y explique un problema con él. También ofrece al usuario enlaces a artículos de ayuda en línea para empresas y soporte de TI, ventas y soporte de Microsoft Store y un servicio de respuesta para discapacitados.
Una vez introducido el problema, se ofrece al usuario la posibilidad de revisarlo y seleccionar un producto de la siguiente lista:
- Windows
- Microsoft 365
- Xbox
- Skype
- OneDrive
- Microsoft Store
- Excel
- PowerPoint
- Word
- Outlook (programa)
- OneNote
- Azure
- Band
- Microsoft Bing
- Dynamics
- Microsoft Edge
- Microsoft Exchange Server
- HealthVault
- HoloLens
- Internet Explorer
- Minecraft para la educación
- Dispositivos móviles
- Ratón, teclado
- MSDN Suscripciones
- MSN
- Outlook.com
- SharePoint
- SQL Server
- Surface
- Visio
- Visual Studio

Después de que el usuario haya seleccionado una categoría de producto, la siguiente pantalla presenta enlaces para resolver el problema, información sobre el dispositivo, un enlace de llamada con un tiempo de espera estimado, un programador y una pantalla para chatear con un agente por chat en vivo.
Al igual que Asistencia rápida, Obtener ayuda se actualiza a través de Windows Update, no de Microsoft Store, a pesar de que Asistencia rápida está construido a partir de la Plataforma Universal de Windows (en inglés UWP).